# Luksemburg (prowincja)
Luksemburg (fr. Province de Luxembourg, nld. Provincie Luxemburg, niem. Provinz Luxemburg, wa. Lussimbork, lb. Lëtzebuerg) – prowincja w południowo-wschodniej Belgii, w Regionie Walońskim, ze stolicą w Arlon. Większość jej obszaru to górzysty teren Ardenów.
Graniczy z Francją, państwem Luksemburg oraz prowincjami: Namur i Liège.
Prowincja zajmuje powierzchnię 4440 km²; zamieszkuje ją 291 143 osoby (1 stycznia 2022). Jest więc pod względem powierzchni największą i pod względem liczby mieszkańców najrzadziej zaludnioną prowincją Belgii.
Przed powstaniem niepodległej Belgii, prowincja pozostawała pod władaniem Wielkiego Księstwa Luksemburga, jednak w roku 1839 w wyniku ustaleń konferencji londyńskiej nastąpił podział tego państwa wzdłuż granicy etnicznej (III rozbiór Luksemburga). Walońska część, stanowiąca ponad połowę dotychczasowej powierzchni Luksemburga weszła w skład Belgii.

## Podział administracyjny
Prowincja podzielona jest na pięć okręgów (nl. i fr. Arrondissement, niem. Bezirk), w skład których wchodzą 44 gminy (nld. Gemeente, fr. commune, niem. Gemeinde): 
| Lp. | Nazwa okręgu                     | Powierzchnia km² | Ludność (1 stycznia 2022) | Liczba gmin |
| --- | -------------------------------- | ---------------- | ------------------------- | ----------- |
| 1.  | Arlon (Aarlen / Arel)            | 317,28           | 64 129                    | 5           |
| 2.  | Bastogne (Bastenaken / Bastnach) | 1042,99          | 49 937                    | 8           |
| 3.  | Marche-en-Famenne                | 953,70           | 57 338                    | 9           |
| 4.  | Neufchâteau                      | 1354,57          | 64 923                    | 12          |
| 5.  | Virton (Wirten)                  | 771,17           | 54 816                    | 10          |

## Galeria

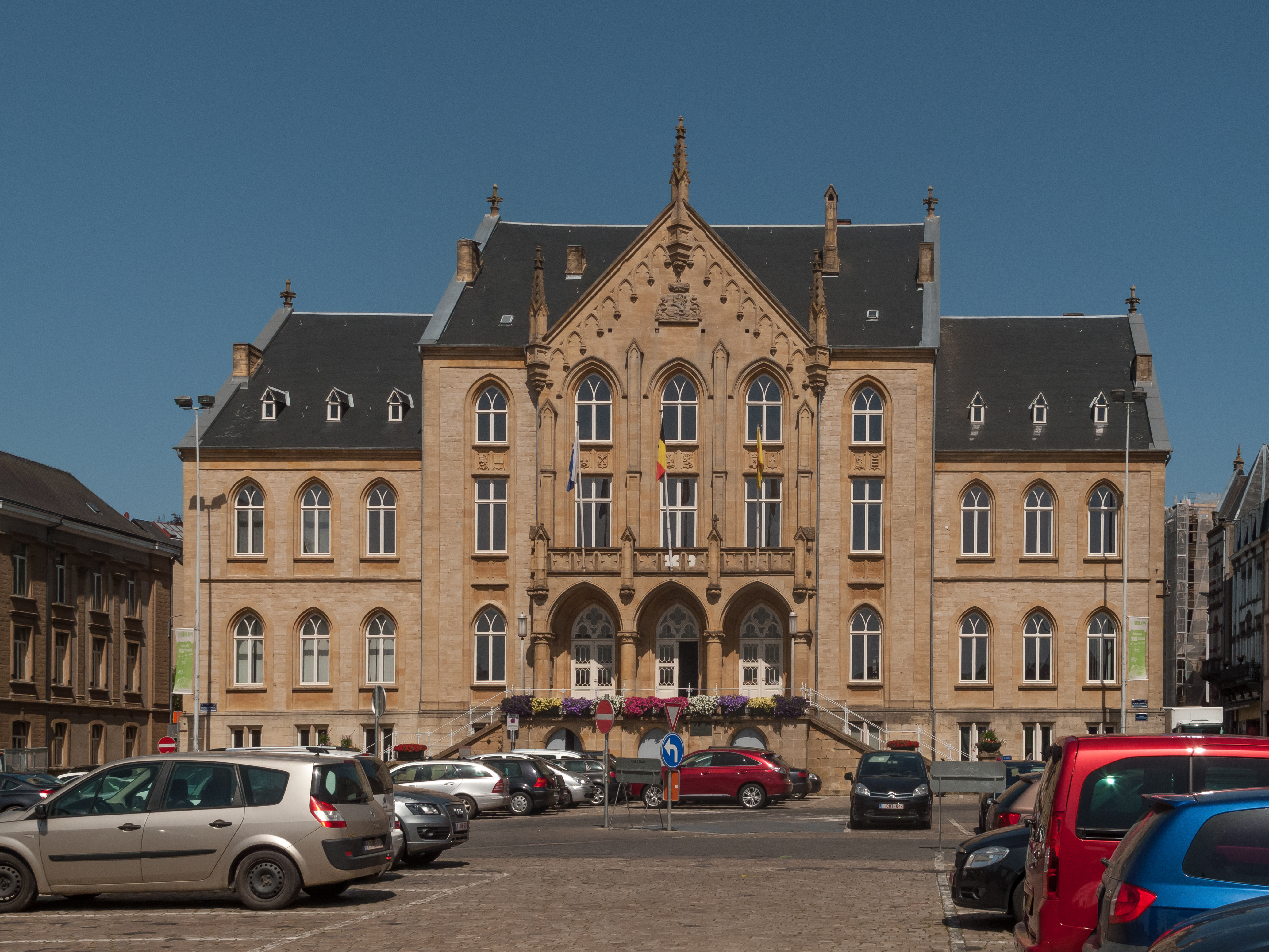
Pałac prowincjonalny w Arlon
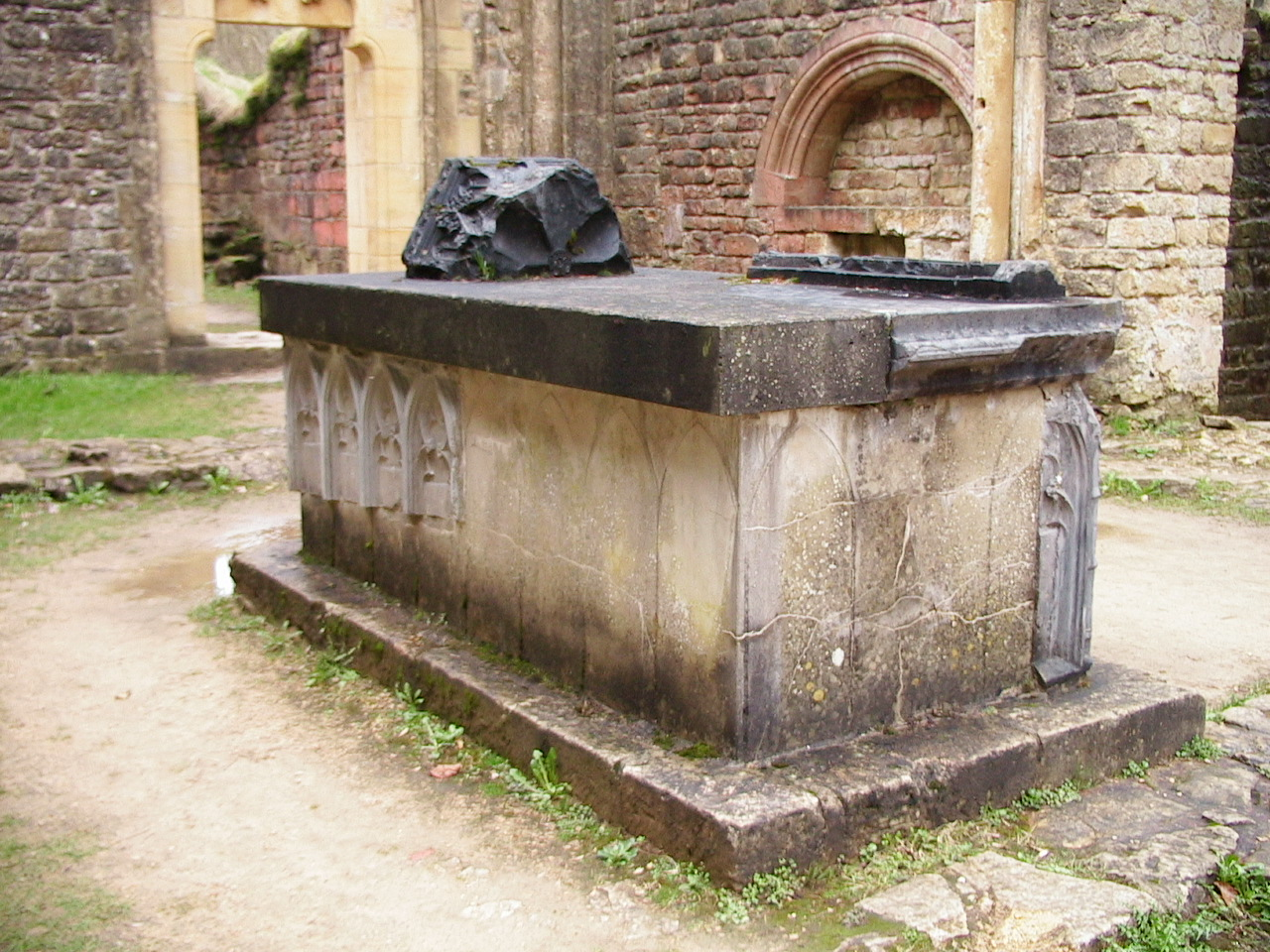
Grób Wacława I Luksemburskiego we Florenville
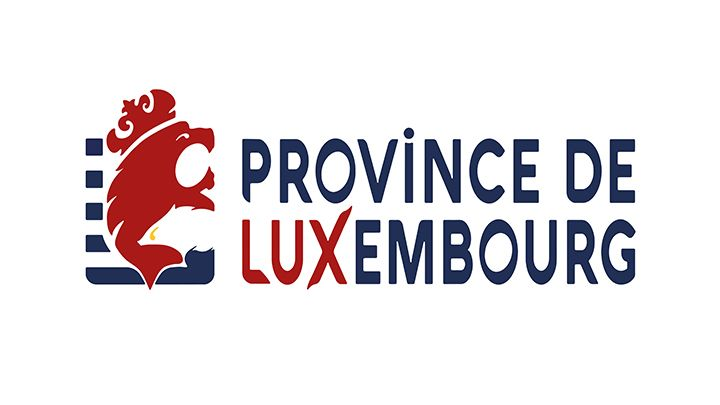
Logo prowincji